# Gyrstinge Sø
Gyrstinge Sø  er en  282 hektar stor sø der ligger nordvest for Ringsted på Midtsjælland i vestenden af tunneldalen mellem Køge og Åmosen.  Søen blev sammen med den mod øst liggende  Haraldsted Sø  købt af Ringsted Kommune i 2014. Købet var for at skabe rekreative naturområder, og måske i sidste ende en  regional naturpark omkring Haraldsted Sø og Gyrstinge. Søen afvander til Ringsted Å der er en del af  Susåsystemet. Søerne er sammen med  Ringsted Å, det største sammenhængende vandnaturområde i kommunen.  På sydsiden  af Gyrstinge Sø ligger Store Bøgeskov med et kuperet landskab og sjældne orkideer. På  nordsiden ligger  Allindemagle Skov  der har et  rigt fugleliv. Skovene er primært løvskove med stor variation
og støder direkte op til søerne. I 2017 blev der indviet en 10 kilometer lang trampesti rundt om søen. Gyrstinge Sø har tidligere  været en del af Københavns Vandforsyning, og da var der ofte svingninger i søens vandstand.